# Nekiambe Marius Mbaiam
Nekiambe Marius Mbaiam (* 6. Januar 1987 in Moundou) ist ein tschadischer ehemaliger Fußballspieler, der seine aktive Karriere in unterklassigen französischen Ligen verbrachte.
Seit 2006 bestritt er neun Länderspiele, wovon fünf Spiele zur Qualifikation zur Fußball-Weltmeisterschaft 2010 zählten.
Mbaiam spielte u. a. bei Grenoble Foot 38 und CS Louhans-Cuiseaux.